# Rocznik diecezjalny
Rocznik diecezjalny – wydawany przez daną diecezję zbiór informacji dotyczących Kościoła na danym terenie. Książka przedstawia strukturę administracyjną diecezji, w tym wykaz parafii (z podziałem na dekanaty), instytucji centralnych, pracowników kurii diecezjalnej. Rocznik diecezjalny zawiera także adresy księży pracujących na danym obszarze ułożone w porządku alfabetycznym, a czasem także ich krótkie biogramy.
Roczniki diecezjalne wydawane są zazwyczaj raz do roku. Co kilka lat publikuje się wydanie poszerzone zawierające m.in. dane statystyczne, czy krótkie opisy historyczne.